# سبدنشین چهچهه‌زن
سبدنشین چهچهه‌زن (نام علمی: Cisticola woosnami) نام یک گونه از سرده سبدنشین است.